# Giovanni Todisco
Giovanni Todisco (Abriola, XVI secolo – XVI secolo) è stato un pittore italiano.
Attivo nel Regno di Napoli durante il 1500. Svolge il suo tirocinio artistico a contatto con Simone da Firenze o la sua bottega.

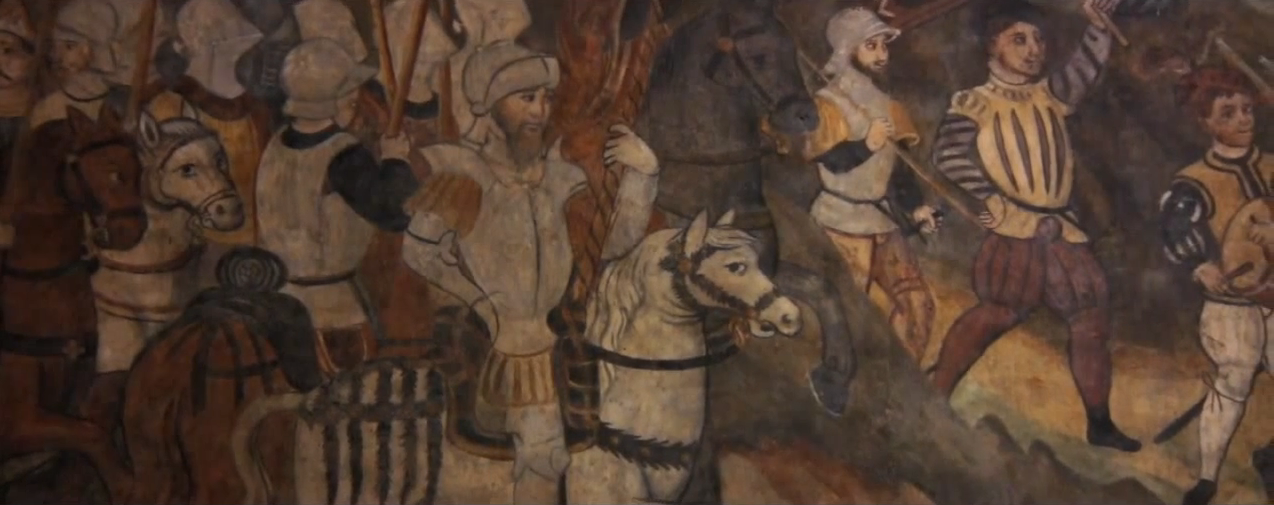
Particolare degli affreschi todischiani contenuti nel convento di Oppido Lucano

## Opere
- Serie di affreschi nel chiostro del monastero di Santa Maria d'Orsoleo a Sant'Arcangelo (1545)[1].
- San Francesco da Paola, affresco, Senise, chiesa di San Francesco[1].
- Serie di affreschi nella chiesa di Sant'Antonio a Cancellara[1].
- Serie di affreschi nella chiesa di Santa Maria ad Anzi[1].
- San Sebastiano, affresco, Potenza, chiesa di San Francesco[1].
- Serie di decorazioni nel convento di Sant'Antonio ad Oppido Lucano[1].
- Serie di affreschi nella chiesa di Sant'Antonio a Rivello[1].
- Madonna con Bambino e Sant'Eligio, affresco, Rivello, chiesa di Santa Barbara[1].
- Ritratto di Agostino Barba, Venosa, chiesa della SS. Trinità[1].
- Madonna con Bambino tra due profeti e una Santa Elena, Abriola, chiesa di San Gerardo[1].
- Serie di affreschi nella cappella di Santa Lucia ad Avigliano[1].
- Serie di affreschi nella chiesa di Santa Maria della Neve a Laurenzana[1].
- Serie di affreschi nella cappella De Georgiis della  chiesa di Santa Maria Maggiore in Rabatana a Tursi[2].
- Serie di affreschi nella cripta della Cattedrale di Acerenza.[3]